# Agallia bhuntra
Agallia bhuntra är en insektsart som beskrevs av Singh 1969. Agallia bhuntra ingår i släktet Agallia och familjen dvärgstritar. Inga underarter finns listade i Catalogue of Life.